# Bruno Ramella
Bruno Ramella (Imperia, Italia, 31 de octubre de 1959) es un dibujante de cómic italiano.

## Biografía
Hasta los 25 años de edad trabajó como leñador. Sin embargo, una cirugía de espalda le obligó a mantenerse en cama. Durante ese largo período de reposo se apasionó por la historieta y decidió seguir una carrera de dibujante. Tras estudiar y formarse profesionalmente bajo Ivo Milazzo, debutó trabajando para la editorial Eura.
Claudio Nizzi lo involucró en el proyecto de Nick Raider, editado por la editorial Bonelli. Desde el álbum n.° 40 sustituyó a Giampiero Casertano como portadista de la serie, en enero de 1992, desempeñando este trabajo hasta el n.° 99, en agosto de 1996. Para Nick Raider también ilustró tres historias breves publicadas en la revista Comic Art.
En 1996 fue el creador gráfico del personaje Viento Mágico de Gianfranco Manfredi, del que Ramella fue uno de los dibujantes más prolíficos, sobre todo como entintador, trabajando en parejas con Giuseppe Barbati. Con Barbati dibujó otras historietas de Manfredi: tres episodios de Shanghai Devil y la miniserie Coney Island. En 2018 dibujó una historia de Tex, con guion de Pasquale Ruju.